# Lucão (football)
Lucas Cavalcante Silva Afonso
Lucas Cavalcante Silva Afonso, dit Lucão, est un footballeur brésilien né le 23 mars 1996 à Brasilia. Il évolue au poste de défenseur au Guarani FC.

## Biographie
Avec l'équipe du Brésil, il remporte le Tournoi de Toulon en 2013. Il participe dans la foulée à la Coupe du monde des moins de 17 ans 2013 qui se déroule aux Émirats arabes unis. Lors du mondial, il joue 5 matchs. Le Brésil atteint les quarts de finale de la compétition, en étant éliminé par le Mexique.
Il participe ensuite à la Coupe du monde des moins de 20 ans 2015 organisée en Nouvelle-Zélande. Lors du mondial, il est titulaire indiscutable et joue sept matchs. Le Brésil atteint la finale de la compétition, en étant battu par la Serbie lors de l'ultime match.

## Carrière
- 2013- : São Paulo FC ( Brésil)[2]
- 2017- : GD Estoril-Praia ( Portugal)

## Palmarès
- Vainqueur du Tournoi de Toulon 2013 avec l'équipe du Brésil U20
- Finaliste de la Coupe du monde des moins de 20 ans 2015 avec l'équipe du Brésil U20